# 中川博之
中川 博之（なかがわ ひろゆき、1937年3月15日 - 2014年6月11日）は、現在の韓国ソウル市生まれの日本の作曲家、歌手。別名に五十嵐 悟（いがらし さとる）、ユズリハシロー。妻は作詞家の高畠じゅん子。

## 経歴
- 1937年、日本統治時代の朝鮮の京城府（現在の韓国・ソウル市）で生まれる。
- 1945年、戦火を逃れ朝鮮北部に疎開する。太平洋戦争敗北とともに数ヶ月の逃避行を経て京城に戻り、収容所で徴兵から復員して来た父と劇的な再開を果たす。翌日、極度の過労から急性肺炎で母が死去する。
- 1946年、母の遺骨を抱き、引揚船で日本に帰国する。
- 父の故郷・岡山県新見市哲多町宮河内、母の故郷・山口県光市で青年時代を過ごす。新見中学校、新見高等学校卒業[1]。
- 1955年「湖畔の宿」が好きだった母の影響を受け、音楽家を志し単身上京し、様々な職種に就きながら音楽を勉強する。
- 1962年、CMソングのオーディションに合格、プロの道へと進む。当時、広告代理店のプロデューサーだった内田康夫（後の推理作家）と、数多くのCMソングを発表する。
- 1966年、「ラブユー東京」で歌謡界に作家デビューする。ミリオンセラーとなり、クラウンレコードの専属作曲家となる。以来、ムード歌謡界の第一人者として活躍。
- 1972年、美川憲一が歌う「さそり座の女」を作曲。
- 2004年、日本クラウンより『歌との出逢い、愛とのめぐり逢い/中川博之作曲生活40周年記念』のCDを発表[2]。
- 2010年5月27日、新見市は初の市民栄誉賞を同氏に贈呈することを発表し[3]、6月6日に授賞式が行われた。
- 2014年6月11日、肺癌のため死去した[4]。77歳没。没後に日本レコード大賞特別功労賞が贈られた[5]。
- この年に歌手生活50周年を迎えた美川憲一の記念曲「雨がつれ去った恋」が発売。この作品が共に歌謡界を駆け抜けた同志、美川にとって最後の中川作品となった。

## 創作
作曲数は1,500曲以上、レコード、CDの売上枚数は450万枚以上。新見市立千屋小学校の校歌をボランティアで作曲したこともある。

## 代表作品
| 発売年 | タイトル                   | 作詞者                    | 歌手                             |
| ------ | -------------------------- | ------------------------- | -------------------------------- |
| 1966年 | ラブユー東京               | 上原尚                    | 黒沢明とロス・プリモス           |
|        | 涙とともに                 | 木村伸                    | 黒沢明とロス・プリモス           |
| 1967年 | 新潟ブルース               | 山岸一二三、水沢圭吾/補   | 黒沢明とロス・プリモス、美川憲一 |
|        | 雨の銀座                   | 富樫政子                  | 黒沢明とロス・プリモス           |
|        | 生命のブルース             | 木村伸                    | 黒沢明とロス・プリモス、美川憲一 |
| 1968年 | たそがれの銀座             | 古木花江                  | 黒沢明とロス・プリモス           |
|        | サヨナラ横浜               | なかにし礼                | 石原裕次郎                       |
|        | さようならは五つのひらがな | 星野哲郎                  | 黒沢明とロス・プリモス           |
|        | 夜の銀狐                   | 中山大三郎                | 斉条史朗                         |
| 1969年 | 海はふりむかない           | 田谷静惠、水沢圭吾/補     | 西郷輝彦                         |
|        | ラスト・デート             | 水島哲                    | 由美かおる                       |
| 1971年 | お金をちょうだい           | 星野哲郎                  | 美川憲一                         |
| 1972年 | 冷えた世代                 | 伊勢正三                  | 須藤リカ                         |
|        | さそり座の女               | 斉藤律子                  | 美川憲一                         |
| 1973年 | わたし祈ってます           | 五十嵐悟                  | 敏いとうとハッピー&ブルー        |
| 1974年 | はしゃぎすぎたのね         | 中川博之                  | 美川憲一                         |
|        | ナナと云う女               | 山口洋子                  | 美川憲一                         |
| 1975年 | 昨日の女                   | 阿久悠                    | 湯原昌幸、小林繁                 |
|        | 愛・それはゲーム           | たかたかし                | 美川憲一                         |
| 1976年 | 意気地なし                 | 高畠じゅん子              | 森雄二とサザンクロス             |
|        | れんが色の酒場             | 杉紀彦                    | 細川俊之                         |
| 1977年 | 足手まとい                 | 高畠じゅん子              | 森雄二とサザンクロス             |
| 1978年 | 岡山びろうどの夜           | 南沢純三                  | バーブ佐竹                       |
|        | 北海岸                     | 丹古晴巳                  | 小林旭                           |
| 1981年 | 好きですサッポロ           | 星野哲郎                  | 森雄二とサザンクロス             |
|        | 東京ラスト・ナイト         | 星野哲郎                  | 玉置宏&真咲よう子                |
| 1982年 | 前橋ブルース               | 星野哲郎                  | 森雄二とサザンクロス             |
| 1984年 | ひとり占め                 | 高畠じゅん子              | 森雄二とサザンクロス             |
|        | 誘惑                       | 酒谷明良                  | 東京クリスタル                   |
| 1986年 | あじさいの花               | 高畠じゅん子              | 神戸一郎                         |
| 1989年 | 最後にもう一度             | 里村龍一                  | 秋庭豊とアローナイツ             |
|        | 純情物語                   | 中山大三郎                | 梅宮辰夫&村上幸子                |
| 1991年 | 磐越西線                   | 高畠じゅん子              | 田代美代子                       |
| 1994年 | あじさいの花               | 高畠じゅん子              | 真咲よう子                       |
|        | 昭和生まれの風来坊         | 高畠じゅん子              | 里見浩太朗                       |
| 1995年 | 幸せになりたい             | 高畠じゅん子              | 美川憲一                         |
|        | 花冷え                     | 高畠じゅん子              | 里見浩太朗                       |
| 1996年 | 花氷                       | 高畠じゅん子              | 里見浩太朗                       |
|        | 北の都の物語               | 高畠じゅん子              | 里見浩太朗&黒木瞳                |
| 1997年 | 花しぐれ                   | 高畠じゅん子              | 里見浩太朗                       |
|        | 駅                         | 池田充男                  | 真帆花ゆり                       |
| 1998年 | 別れの旅路                 | たかたかし                | 美川憲一                         |
|        | あじさいブルース           | 星野哲郎                  | 里見浩太朗                       |
|        | 前橋ブルース               | 星野哲郎                  | 北川大介                         |
|        | 赤ちょうちんの詩           | 荒木とよひさ              | 真帆花ゆり                       |
| 1999年 | 愛の行方                   | 池田充男                  | 里見浩太朗                       |
|        | 桜花のとき                 | 荒木とよひさ              | 西郷輝彦                         |
| 2001年 | 双子座生まれ               | ちあき哲也                | 美川憲一                         |
|        | 北の終着駅                 | 荒木とよひさ              | 北川大介                         |
|        | 男の心情                   | たかたかし                | 里見浩太朗                       |
|        | 素晴らしき人生             | 高畠じゅん子              | 里見浩太朗                       |
| 2002年 | 北に生まれたその女は       | 荒木とよひさ              | 北川大介                         |
|        | そんな鷗の港町             | 荒木とよひさ              | 北川大介                         |
| 2003年 | 男の花火                   | 高畠じゅん子              | 加納ひろし                       |
|        | 愛をありがとう             | 高畠じゅん子              | シャルダン貴本                   |
| 2004年 | この愛に生きて             | 荒木とよひさ              | 北川大介                         |
|        | ひだまり                   | 高畠じゅん子              | 加納ひろし                       |
|        | 札幌えれじい               | 久仁京介                  | 竹島宏                           |
| 2005年 | 愛は煌めいて               | 高畠じゅん子              | 美川憲一                         |
|        | 新潟のひとよ               | たかたかし                | 里見浩太朗                       |
|        | 終わりのない旅             | たかたかし                | 里見浩太朗                       |
|        | 京都冬化粧                 | 高畠じゅん子              | 真咲よう子                       |
| 2006年 | 幸せの曲がり角             | 高畠じゅん子              | 真帆花ゆり                       |
|        | 東京ロスト・ラブ           | 高畠じゅん子              | 青山ひかる                       |
|        | フォーエバー東京           | たかたかし                | ロス・プリモス                   |
|        | 金沢待宵月                 | 高畠じゅん子              | 真咲よう子                       |
|        | まだかな橋                 | 花房光子                  | 真咲よう子                       |
| 2007年 | 古都情念                   | 高畠じゅん子              | 美川憲一                         |
|        | ふたりの旅路               | 高畠じゅん子              | 里見浩太朗                       |
|        | 夜の銀狐                   | 中山大三郎                | 竹島宏                           |
|        | めぐり逢いもう一度         | 荒木とよひさ              | 叶竜也                           |
|        | 大江戸なごり花             | 高畠じゅん子              | 真咲よう子                       |
|        | 幸せになってね             | 中川博之                  | 瀬口侑希                         |
| 2008年 | マイ・ラブ・アゲイン       | 高畠じゅん子              | 里見浩太朗                       |
|        | 好きだから松江             | 濱田珠鳳、高畠じゅん子/補 | 伊吹友里                         |
|        | 愛は嫉妬                   | たかたかし                | 美川憲一                         |
| 2009年 | 愛あればこそ               | 高畠じゅん子              | 里見浩太朗                       |
|        | 赤ちょうちんの詩           | 荒木とよひさ              | 伊吹友里                         |
|        | ソウル・愛ふたたび         | 高畠じゅん子              | 中川博之                         |
|        | 愛をありがとう             | 高畠じゅん子              | 中川博之                         |
| 2014年 | 雨がつれ去った恋           | 高畠じゅん子              | 美川憲一                         |